# Georgian grande
Georgian Grande är en mycket ny hästras från USA som i själva verket är korsningar av den amerikanska hästrasen, American saddlebred och tyngre raser som Frieserhästen eller eventuellt mycket tunga kallblodshästar som Percheron, Clydesdale eller Shirehäst. Dessa korsningar görs för att få kallblodens styrka och härdighet med den amerikanska saddlebredshästens ridbarhet och atletiska förmågor och idag används rasen mest inom shower och till barockridning.    

## Historia
Georgian Grande har en mycket kort historia som ras men idén till hästarna har funnits sedan 1860-talet. Den amerikanske generalen Robert E. Lee höll ett stort antal stridshästar i sitt stall där bland annat hingsten Traveler utmärkte sig. Traveler var en American saddlebredhäst korsad med tyngre hästar vilket gjorde honom till en stark och muskulös häst med flytande gångarter och smidiga rörelser som gjorde hästen till en oslagbar häst i närstrid. Traveler bar även generalen i över en halv mil på en timme utan att bli trött och mot kvällen såg han lika pigg ut som en helt utvilad häst. 
Flera försök har gjorts sedan dess för att försöka få fram liknande hästar med samma egenskaper. De flesta hästar som var kända för sin uthållning var alldeles för små. En man vid namn George "Bob" Wagner i Ohio, började korsa American saddlebred, som hade egenskaper som uthållighet, fjädrande rörelser och bekväma gångarter, med större hästar för att ge massa, styrka och lugnt temperament. Det bästa resultatet fick man med Frieserhästar eller med olika kallblodsraser. George Wagners mål var att efterlikna de gamla Saddlebredhästarna, som t.ex. Traveler, vilka var mycket kraftigare förr. Namnet Georgian Grande kommer från denna man och betyder helt enkelt "Georges Great Horse". George Wagner började avla dessa hästar under 1960-talet.
Idag har rasen en egen förening där man kan registrera en häst som Georgian Grande. För att bli registrerad måste åtminstone en av hästens föräldrar vara registrerad som Georgian Grande. Korsningen måste innehålla minst 25 % American saddlebred. De raser som är tillåtna att korsa saddlebredhästarna med är främst Frieserhäst men även Irish Cob, Clydesdale, Percheron, Shirehäst, Ardenner eller Irish draught. Föreningen var även strikta med hästar som föddes tigrerade, dvs prickiga. De var tvungna att vara registrerade inom en förening för prickiga kallblodshästar och man krävde att hästarna hade bevis på sin stamtavla. 
Idag har hästarna status som egen ras och blir populärare för varje dag som går. Georges farm räknas som den näst bästa stuteriet för dressyrhästar i USA och många dressyrtävlingar i landet har klasser enbart för Georgian Grande.

## Egenskaper
Georgian Grandes slogan är att den kombinerar det bästa av två världar. Hästarna har fått saddlebredhästarnas fina rörelser och exteriör, men har blivit lite kraftigare och har ärvt kallblodshästarnas goda temperament. Hästarna ska ha god benstruktur och vara intelligenta, alerta och lätta att arbeta med och träna. 
Huvudet på rasen är fint skuret med bred panna, stora ögon och stora näsborrar. Nacken är dock en av de viktigaste delarna på rasen och den ska vara lång, välmusklad och visa upp hästens styrka och något böjd. 
Hästarna passar utmärkt till all slags ridsport som banhoppning, dressyr och fälttävlan och är särskilt lämpade för klassisk ridning, så kallad barockridning.